# Mura veneziane di Bergamo
Le mura veneziane di Bergamo (o, meno correttamente, mura venete di Bergamo) sono un'imponente costruzione architettonica risalente al XVI secolo, ben conservate non avendo subito, nei secoli, nessun evento bellico.
Tale cinta è costituita da 14 baluardi, 2 piani, 32 garitte (di cui solo una a rimasta a testimonianza), 100 aperture per bocche da fuoco, due polveriere, 4 porte: Sant'Agostino, San Giacomo, indubbiamente la più bella e panoramica, Sant'Alessandro e San Lorenzo, quest'ultima conosciuta anche come porta Garibaldi. A tutto questo vi è da aggiungere una miriade di sortite e passaggi militari di cui, in parte, si è persa la memoria, come la Porta del Pantano inferiore, risalente al XIII secolo che era un collegamento con via Borgo Canale, mentre la porta del Pantano superiore che era l'accesso alla parte superiore della Cittadella viscontea è scomparsa.
I bastioni, esternamente, danno alla città un aspetto di fortezza inespugnabile, ma poiché furono realizzati nella seconda metà del Cinquecento, l'affermarsi del cannone a tiro parabolico bombarda ne rende di fatto il canto del cigno di tale tipologia di costruzioni militari.
Dal 9 luglio 2017 le mura veneziane sono entrate a far parte dell'UNESCO, come patrimonio dell'umanità, nel sito seriale transnazionale "Opere di difesa veneziane tra XVI e XVII secolo: Stato da Terra-Stato da Mar occidentale".

## Le origini delle fortificazioni dei colli di Bergamo
I colli su cui si sviluppò Bergamo alta rivestivano, fin dall'antichità, una notevole importanza strategico-militare per la propria conformazione orografica ma specialmente perché crocevia tra la parte orientale della pianura padana, particolarmente il Friuli, e l'Europa centrale.
Centro cenomane, alleato dei Romani, poi importante caposaldo militare di questi ultimi si trovava sul tracciato dell'importante strada militare che collegava il Friuli alla Rezia e quindi al resto dell'Europa.
La città di Bergamo risulta fortificata già nell'epoca romana, anche se poche ne sono le tracce, e sicuramente occupavano un territorio di misura inferiore a quello odierno, rimangono maggiori testimonianze delle mura medioevali del X secolo che si sovrappongono alle mura romane.
Dal VI secolo Bergamo fu centro di uno dei più importanti ducati longobardi assieme a Brescia, Trento e Forum Iulii (Cividale del Friuli): il primo duca longobardo fu Wallari. Dopo il cosiddetto periodo di anarchia longobarda e la restaurazione della monarchia con l'elezione a re di Autari, 584, il duca Wallari, al pari degli altri duchi, cedette al nuovo re metà del Ducato di Bergamo ossia la parte a occidente del Brembo comprendente il territorio di Lemine.
Dopo la conquista carolingia, 774, Bergamo divenne centro di una contea franca, il primo conte franco fu Auteramo (? - 816 circa), continuando a mantenere il ruolo strategico-militare che la sua posizione geografica le conferiva.
A tal periodo risale anche la costruzione del castello di San Vigilio che, posto in posizione dominante sul colle omonimo, ricopriva un ruolo strategico nella gestione militare della città.
Durante l'ultima fase della tumultuosa epoca comunale, con le lotte fratricide tra guelfi e ghibellini, Bergamo si diede nel 1331 a Giovanni del Lussemburgo, re di Boemia. Sotto la dominazione del Re di Boemia iniziò la costruzione della Rocca il cui completamento fu, successivamente, portato a termine da Azzone Visconti prima e dalla Serenissima Repubblica Veneta poi sotto il cui dominio fu eretto il possente torrione circolare.

## La Rocca, la Cittadella e le Muraine

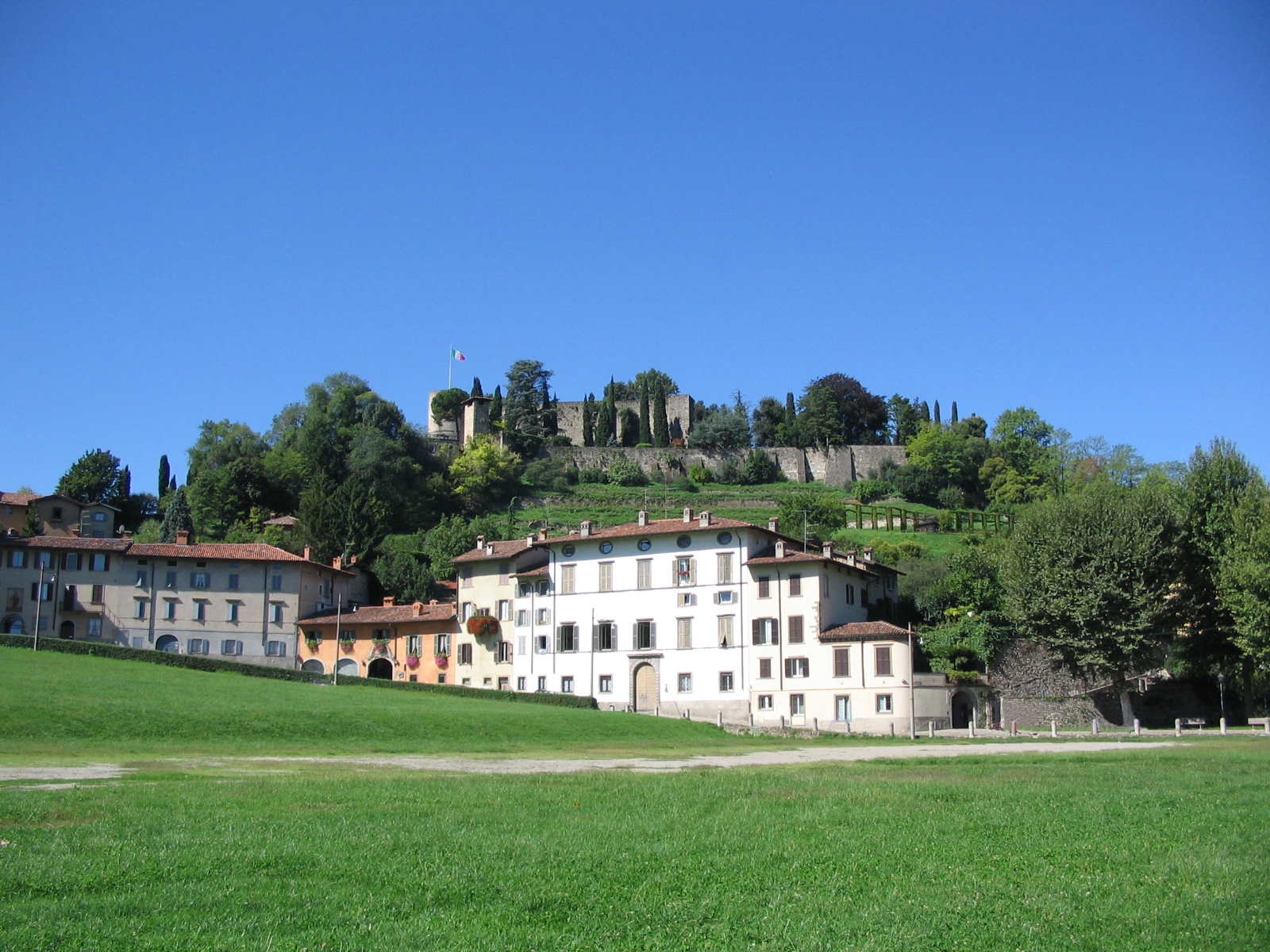
Colle Sant'Eufemia, la Rocca e il mastio visti dal prato della Fara

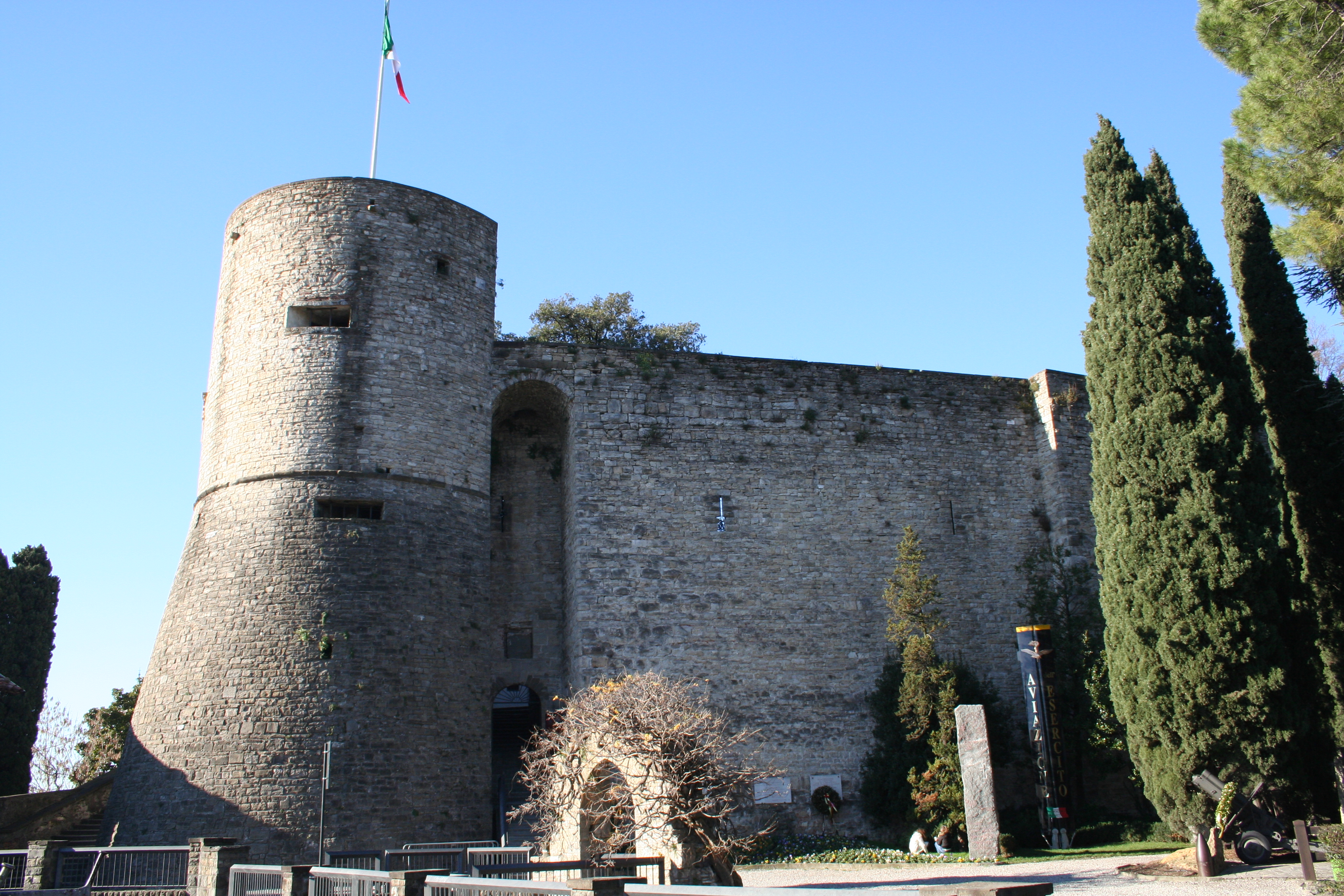
Il mastio della Rocca

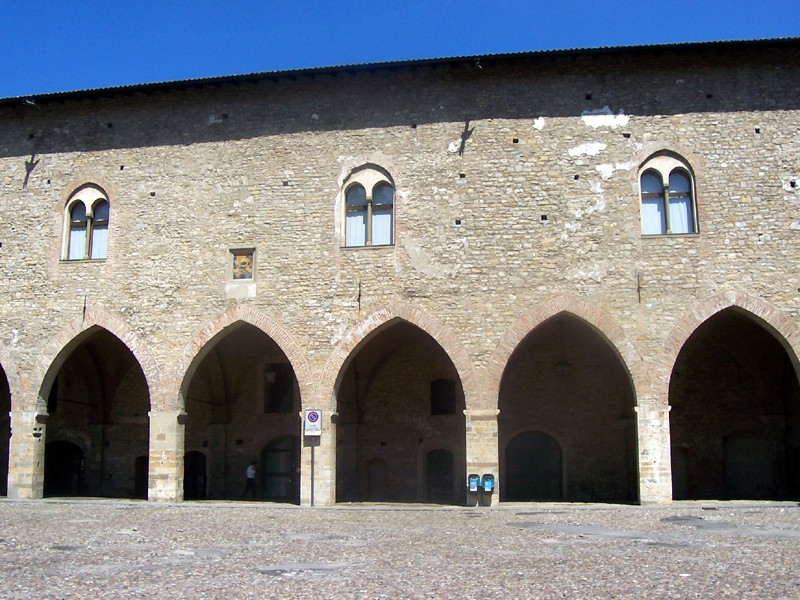
Interni della Cittadella

La costruzione della rocca iniziò nel 1331, sul colle di Sant'Eufemia, sotto gli ordini di Guglielmo da Castelbarco vicario di Giovanni del Lussemburgo, fu proseguita e ultimata dai Visconti allorché gli succedettero nel dominio su Bergamo.
I Visconti fortificarono ulteriormente la Rocca consapevoli della sua importanza strategica nello scacchiere militare che li vedeva contrapposti a Venezia.
Per aumentarne la funzione difensiva costruirono sul colle San Giovanni un nuovo complesso militare, la Cittadella, secondo un progetto difensivo che vedeva le due opere integrate nella stessa funzione e racchiudeva la città vecchia in un recinto fortificato.
La Cittadella era un'opera imponente e molto vasta, comprendeva oltre la parte costruita sul colle San Giovanni, ancora agibile, anche l'area più a ovest poi occupata dal nuovo seminario vescovile.
Il sistema difensivo della città di Bergamo era completato delle cosiddette Muraine, la cinta costruite per volere dei Visconti, signori di Milano,  portate a termine negli anni intorno al 1350 e ampliate già entro il 1375, che scendendo dai colli dove si trova la città vecchia con ampio percorso difendevano i borghi che si erano sviluppati nel corso dei secoli lungo le direttrici che collegavano Bergamo ai paesi e alle città vicine. Queste svolgevano anche la funzione di confine daziario e seguivano gran parte del percorso cittadino della Roggia Serio Grande (l'antico Fossatum Comunis Pergami) che fungeva quindi da fossato lungo le vie Camozzi, Tiraboschi e Zambonate. Solo l'ampliamento a protezione del borgo di San Lorenzo è opera dei Veneziani realizzata negli anni 1460-1461. Le Muraine furono completamente abbattute nel 1901 in seguito alla soppressione del dazio: di esse rimangono poche tracce come il tratto di mura con merlature e feritoie originali in via Lapacano e la torre circolare detta del Galgario.

## Il progetto di una nuova cinta muraria
Venezia nel 1428 succedette ai Visconti nel dominio su Bergamo e procedette ad ampliare il sistema difensivo di cui era dotata la città, che era stata attaccata tantissime volte sia da parte dei Visconti che non accettavano la sconfitta, dei francesi che degli spagnoli, si consideri che nei primi anni del XVI secolo in soli sette anni, Bergamo subì ben dodici invasioni, fino al 1516. 
Potenziò la Rocca aggiungendovi il torrione, tuttora esistente, e ne completò la funzione difensiva con la costruzione di una cintura di bastioni, comunemente noti come mura veneziane, lunga 6200 metri, che circondava la città alta trasformandola in una fortezza.
Le mura vennero costruite dalla Repubblica di Venezia nella città di Bergamo a partire dal 1561 e ultimate nel 1588, epoca in cui la città orobica rappresentava l'estremità occidentale dei domini veneti sulla terraferma.
Erano tempi in cui, con la recente scoperta delle Americhe, la Serenissima stava iniziando il suo inesorabile declino nel dominio dei commerci marittimi e, a causa di ciò, rivolse una sempre maggiore attenzione ai commerci che avvenivano verso il centro d'Europa. A tal riguardo la terra bergamasca cominciò a rivestire un ruolo strategico di primissimo piano, accresciuto dal progetto di costruire la via Priula, una strada che avrebbe collegato, tramite la Val Brembana, la città di Bergamo (e quindi tutti i territori della repubblica veneta) con il Canton Grigioni,  considerato alleato e fino ad allora raggiungibile soltanto passando attraverso territori dominati dagli Spagnoli, e quindi soggetti a fortissimi dazi commerciali, e senza attraversare il territorio allora ostile di Milano.
Questi interessi della repubblica veneta vennero sovente attaccati e messi in discussione dal vicino Ducato di Milano, gestito dal ramo spagnolo della potente famiglia degli Asburgo, ma anche dalle truppe francesi. Le cronache riportano di numerose battaglie nella città bergamasca nei primi due decenni del XVI secolo, la più cruenta delle quali si verificò tra il 1515 ed il 1516, con un grande utilizzo di cannoni e colubrine da parte di entrambi i contendenti.
Dopo la pace di Cateau-Cambrésis, che aveva visto i veneziani vincitori, non avendo perso nessuna parte dei propri territori, decisero allora di adottare provvedimenti volti a proteggere la città, che in quel tempo rivestiva appunto una notevole importanza strategica.
Molti progetti furono esaminati, ma quello finale e definitivo prevedeva la costruzione di un'imponente cinta muraria che avrebbe interessato la parte collinare della città stessa, trasformandola in una vera e propria fortezza.
Tuttavia la decisione di dotare Bergamo di una così ardita opera aveva una valenza politica piuttosto che militare: difatti le dimensioni della cinta muraria erano si imponenti, ma non sufficientemente da comprendere tutta la città bassa che, rimanendo quindi esclusa, la rendeva di fatto un'opera utilizzabile soltanto per fini difensivi, e non per organizzarvi un attacco ai vicini domini spagnoli. Era quindi una tacita ammissione di rinuncia da parte della Serenissima di ampliare i propri domini in Lombardia, anche a causa dei sempre maggiori impegni bellici profusi contro l'esercito turco: le dimensioni ridotte difatti non potevano permettere l'ammassamento di grandi contingenti militari al punto di farne una testa di ponte per attaccare la città di Milano ed i territori limitrofi.

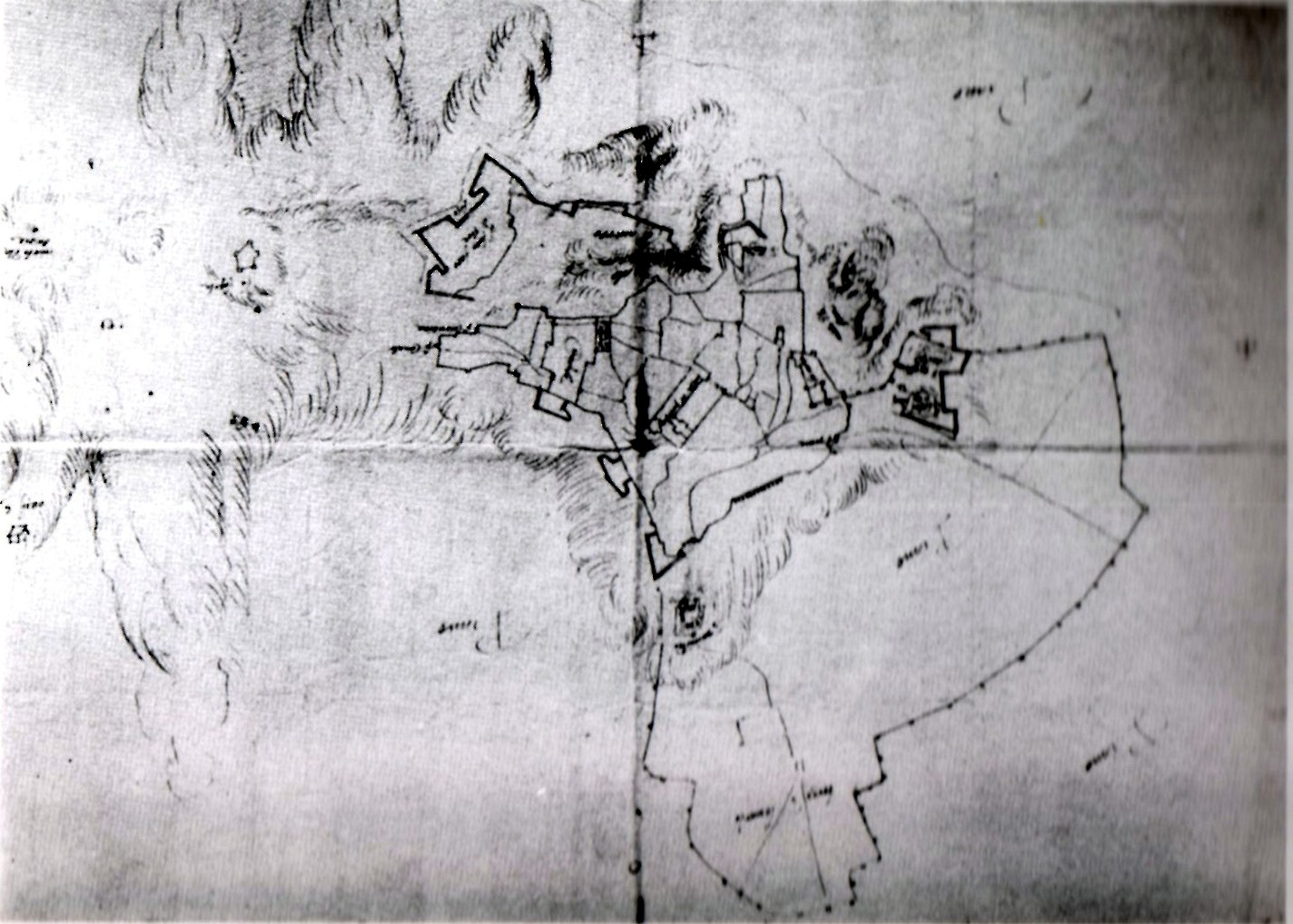
1562-1563
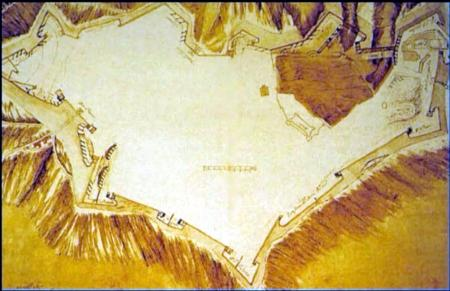
Progetto per le Mura veneziane con esclusione foppone
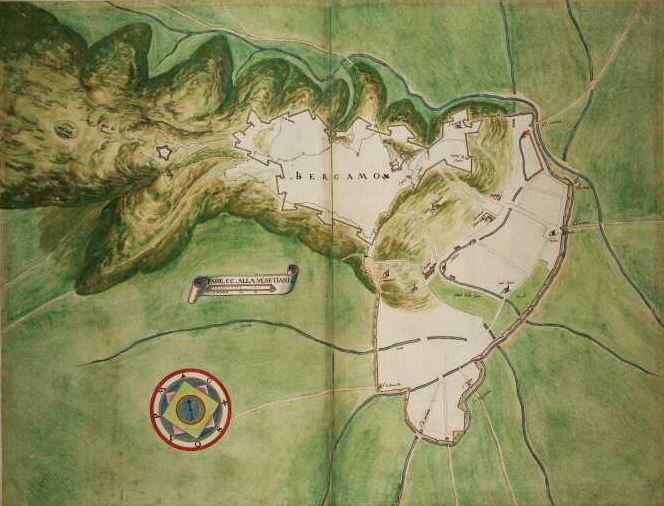
1566-8, Progetto per le Mura e Colli
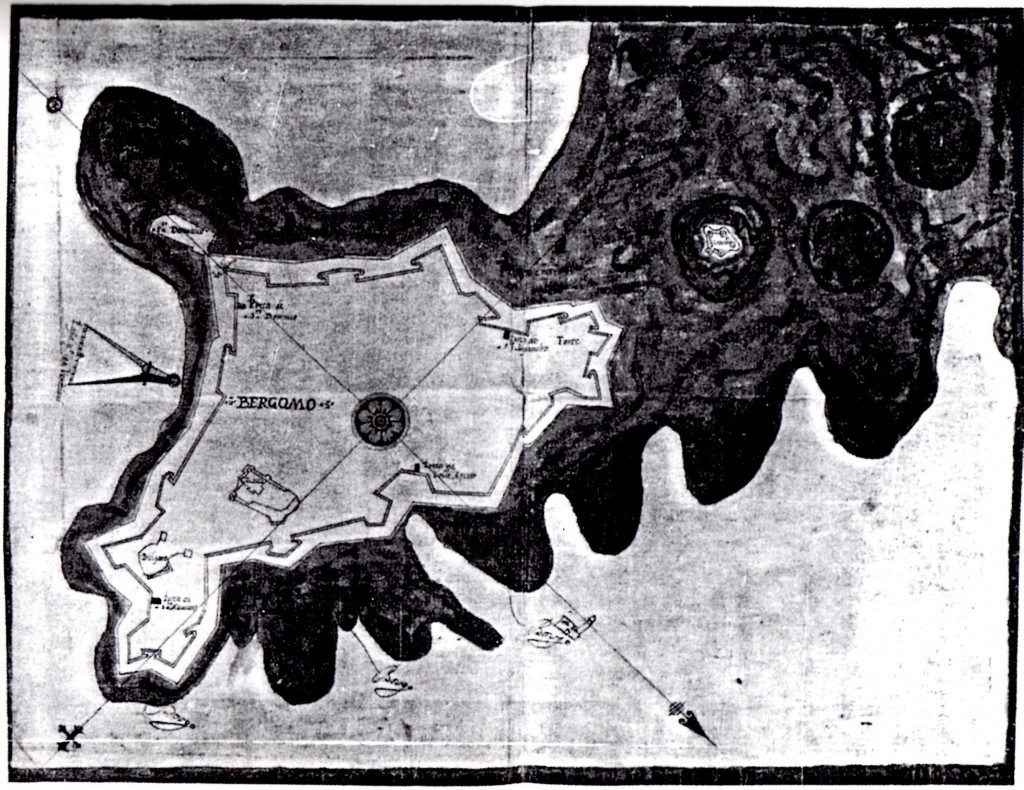
1566-8, Progetto per le Mura e Colli (Museo Correr)
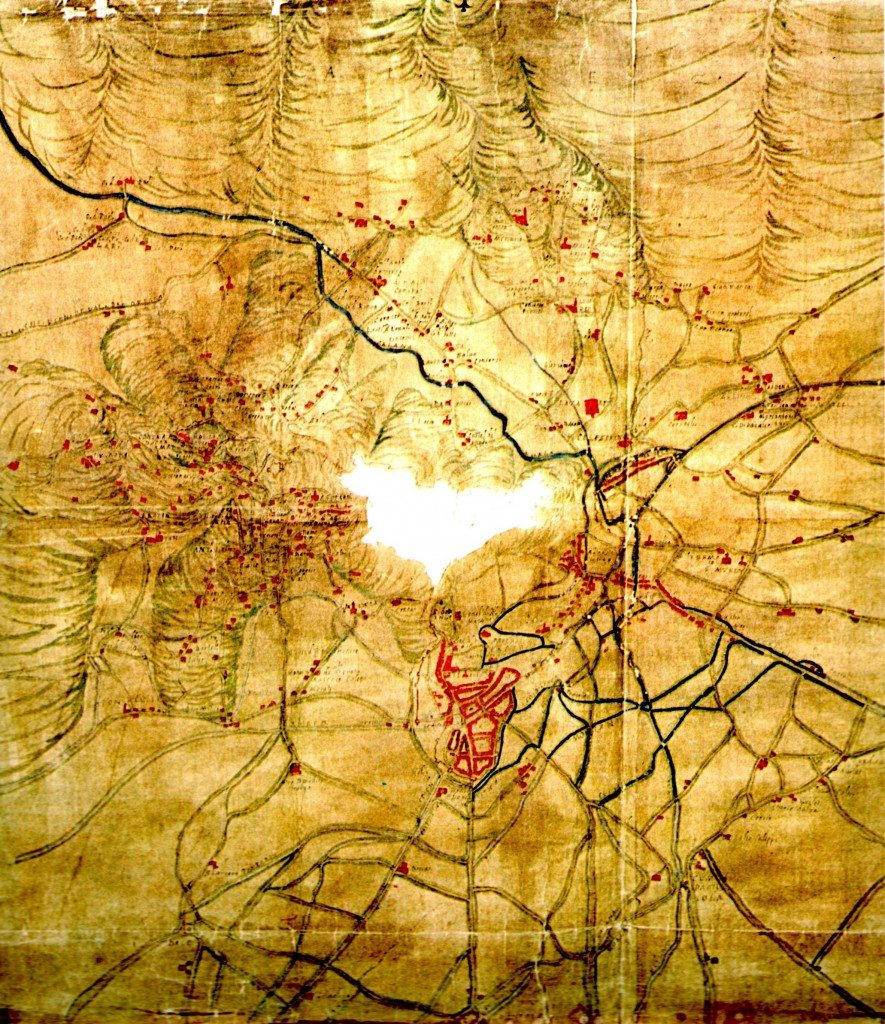
1575, Sorte

## La costruzione
(Alvise Grimani, comandante veneto, 1590)

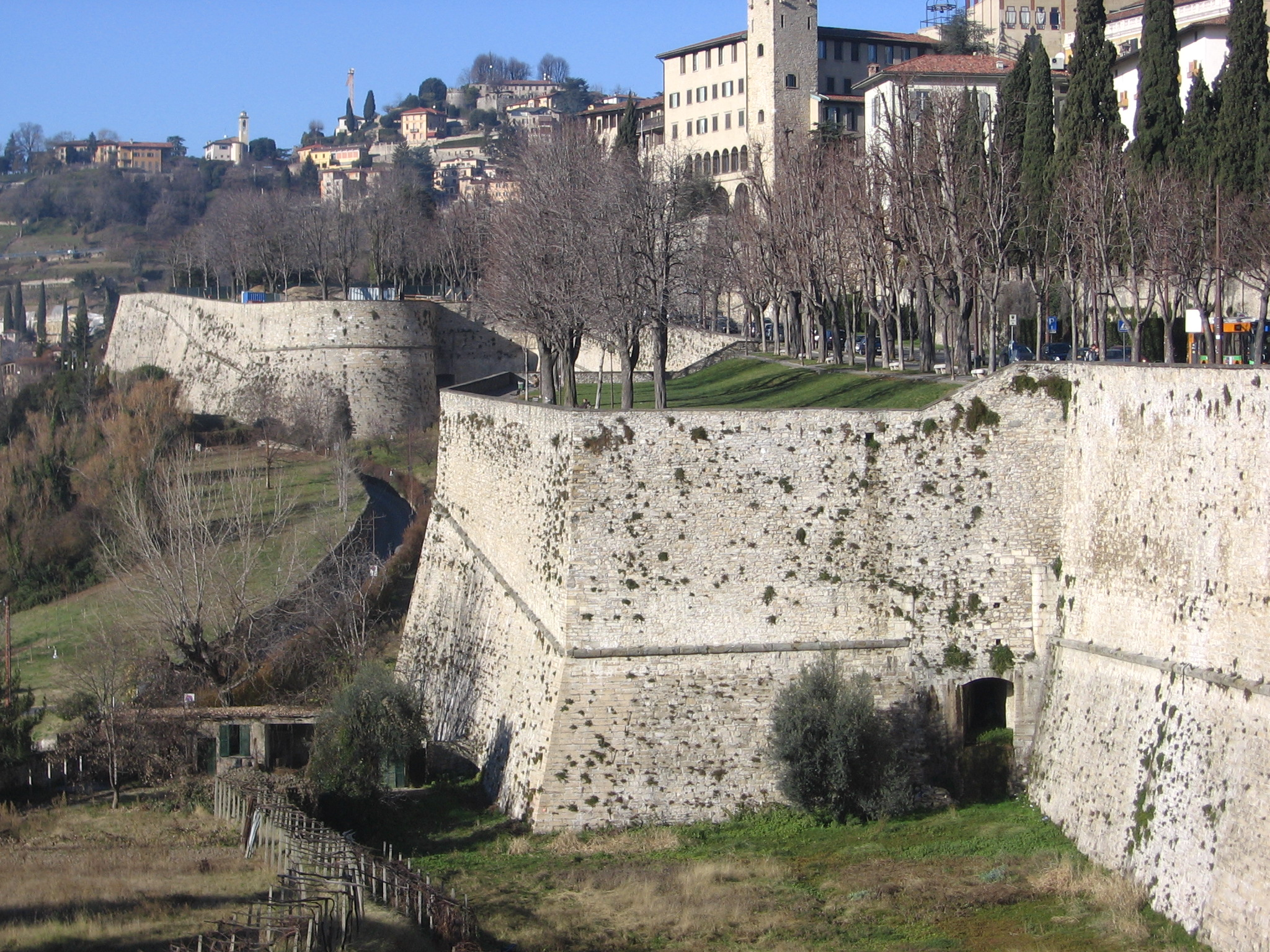
Lato Sud-Ovest delle mura veneziane (Piattaforma di Santa Grata e baluardo di San Giovanni)

La decisione definitiva sul progetto venne ratificata dal senato veneto nel 1561, tanto che già il 31 luglio il marchese Sforza Pallavicino entrò in città al fine di avviarne il cantiere. Con lui vi erano i condottieri Gerolamo Martinengo, Agostino Clusone e Giulio Savergnano che comandavano 550 soldati, gli ingegneri militari pronti a avviare i lavori in Borgo Canale. Alcuni studi ipotizzano che il progetto possa essere ricondotto alla mano di Bonaiuto Lorini, ingegnere militare fiorentino al servizio di Venezia, notizia tuttavia non sufficientemente documentata e incompatibile con i tempi. I primi progettisti del cantiere furono il marchese Sforza Pallavicino e gli ingegneri Francesco Horologi che era tra gli ingegneri militari più importanti nel Cinquecento, ma che lasciò il lavoro quando vide che necessitavano non di tre mesi preventivati ma parecchi anni. Intervennero Francesco Malacreda e Genesio Bersani e a loro si deve la progettazione e realizzazione dell'opera. Dopo la morte di Sforza Pallavicino avvenuta nel 1585, la direzione dei lavori passò a Giulio Savorgnan, già attivo per Venezia a Candia e Nicosia e successivamente impegnato nella costruzione della Fortezza di Palmanova.
Per la realizzazione date le grandiose proporzioni, vennero mobilitate grandi quantità di operai, di architetti lagunari e bergamaschi (tra i quali spiccano l'ingegner Zenese ed il capomastro Paolo Berlendis, ma anche di soldati. Difatti bisognava anche demolire una grande quantità di edifici, quantificati nell'ordine di duecentocinquanta. La demolizione, secondo lo storico Giovanni Antonio Guarnieri nella sua relazione del 1627, portò a un grave dissesto del territorio con indebolimento delle ripe con la distruzione di parte edificate presenti.
Vennero quindi demolite numerose cascine, abitazioni, laboratori, ma anche luoghi di culto tra cui la cattedrale di Sant'Alessandro, la quale custodiva le reliquie del santo patrono della città, ma anche il convento domenicano di Santo Stefano, contenente le spoglie di Pinamonte da Brembate. Il totale di otto edifici religiosi demoliti portò altrettante scomuniche, lanciate dal clero locale, al conte Sforza Pallavicino, il quale dovette faticare non poco (nonché elargire una lauta somma) al fine di vedersele revocare negli anni successivi, e proteggere gli operai impegnati nei lavori di demolizione da 550 soldati.
L'imponente sforzo organizzativo portò un notevole sviluppo all'economia della città, grazie ad un'elevata richiesta di manodopera ed all'indotto che la costruzione comportò, il capitano Venerio relaziona che vi fossero impiegati 3760 guastatori, 265 tagliapietre, 146 muratori, 46 falegnami, 80 capi, 35 soprastanti e 9 frati.
Alcuni tratti di fortificazione erano comunque già presenti in epoca romana, tratti documentati nell'VIII secolo, e dei quali sono rimaste alcune tracce ancora visibili in via Vàgine, sotto il convento di Santa Grata e a sinistra del viale delle Mura a ovest del tracciato della funicolare (ex via degli Anditi). Queste agli inizi del Cinquecento si trovavano in condizioni di estrema decadenza e vennero quasi totalmente sostituite dalla nuova opera, eseguita in pietra bastionata continua. A lavori conclusi, il perimetro della fortificazione era del tutto nuovo e non includeva alcuna parte di opere da difesa precedenti.
Le previsioni indicavano una tempistica dei lavori che si aggirava attorno all'anno, con una spesa di circa 40.000 ducati. Queste tuttavia vennero totalmente disattese, tanto che l'opera venne conclusa soltanto nel 1588, ben ventisette anni dopo, con un conto lievitato fino a raggiungere il milione di ducati (100 000 fiorini d'oro), al quale va aggiunto il prezzo della demolizione di 7 chiese (tra le quali l'antica cattedrale di Sant'Alessandro), un famoso convento e 250 edifici civili.
L'opera completa risultò talmente imponente da scoraggiare ogni possibile aggressore.
Il 20 settembre 2024 la porta Sant'Agostino, quella che era la porta di accesso alla città da Venezia, è diventata sede museale con il museo della Mura che vuole mantenere e proporre la storia delle mura di Bergamo.

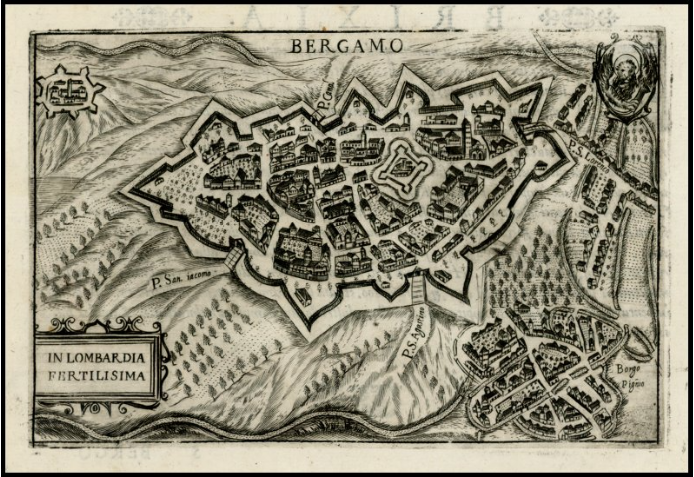
1599, Pietro Bertelli
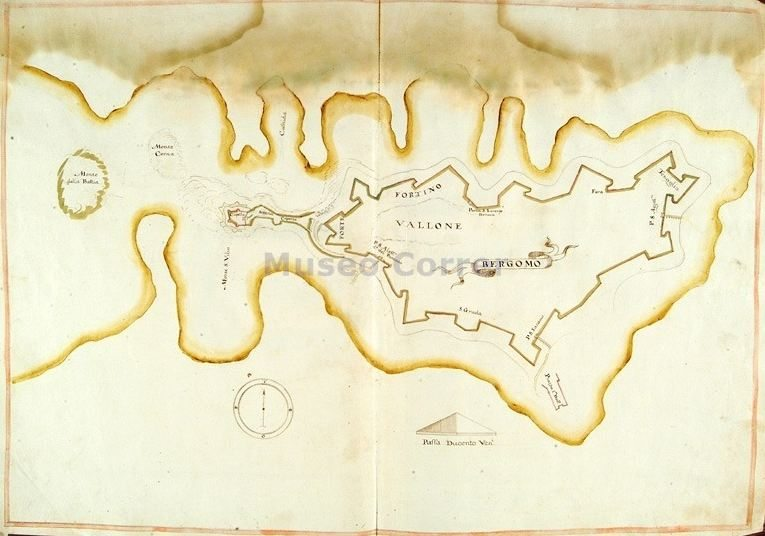
1620, Mura e colli (Museo Correr)
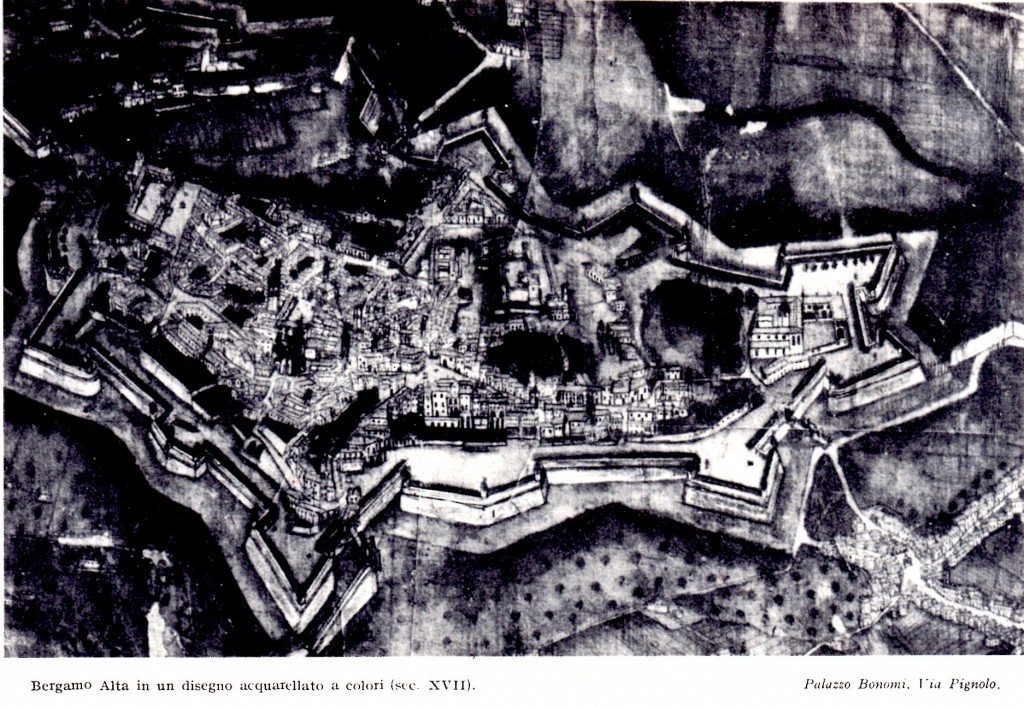
1650 ca, disegno acqurellato palazzo Bonomi
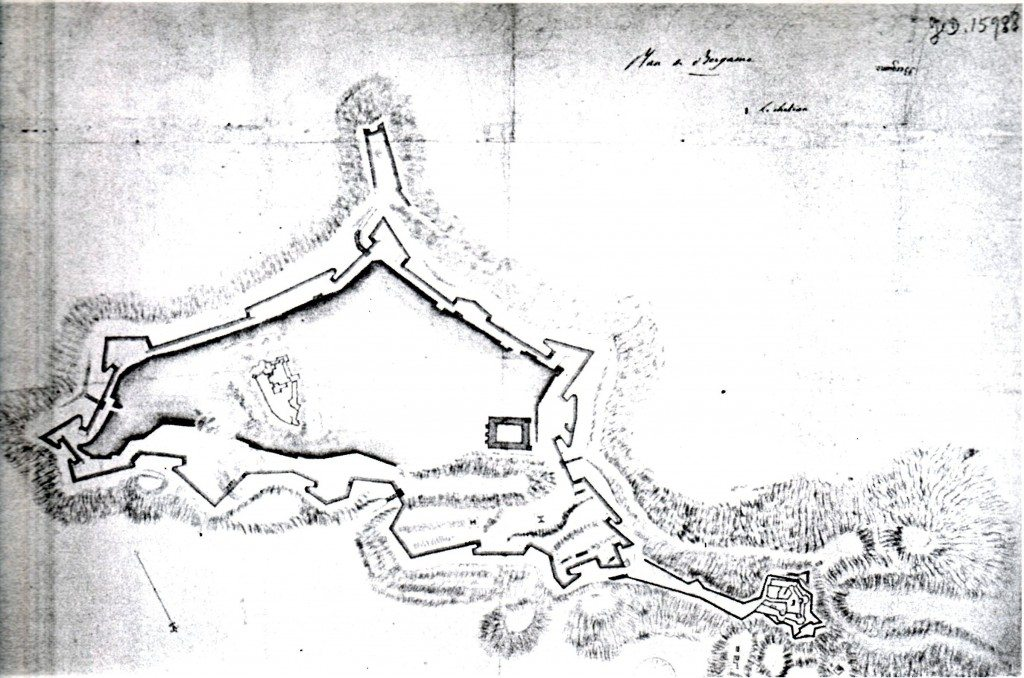
1650 ca, Pianta Mura e San Vigilio con cannoniere
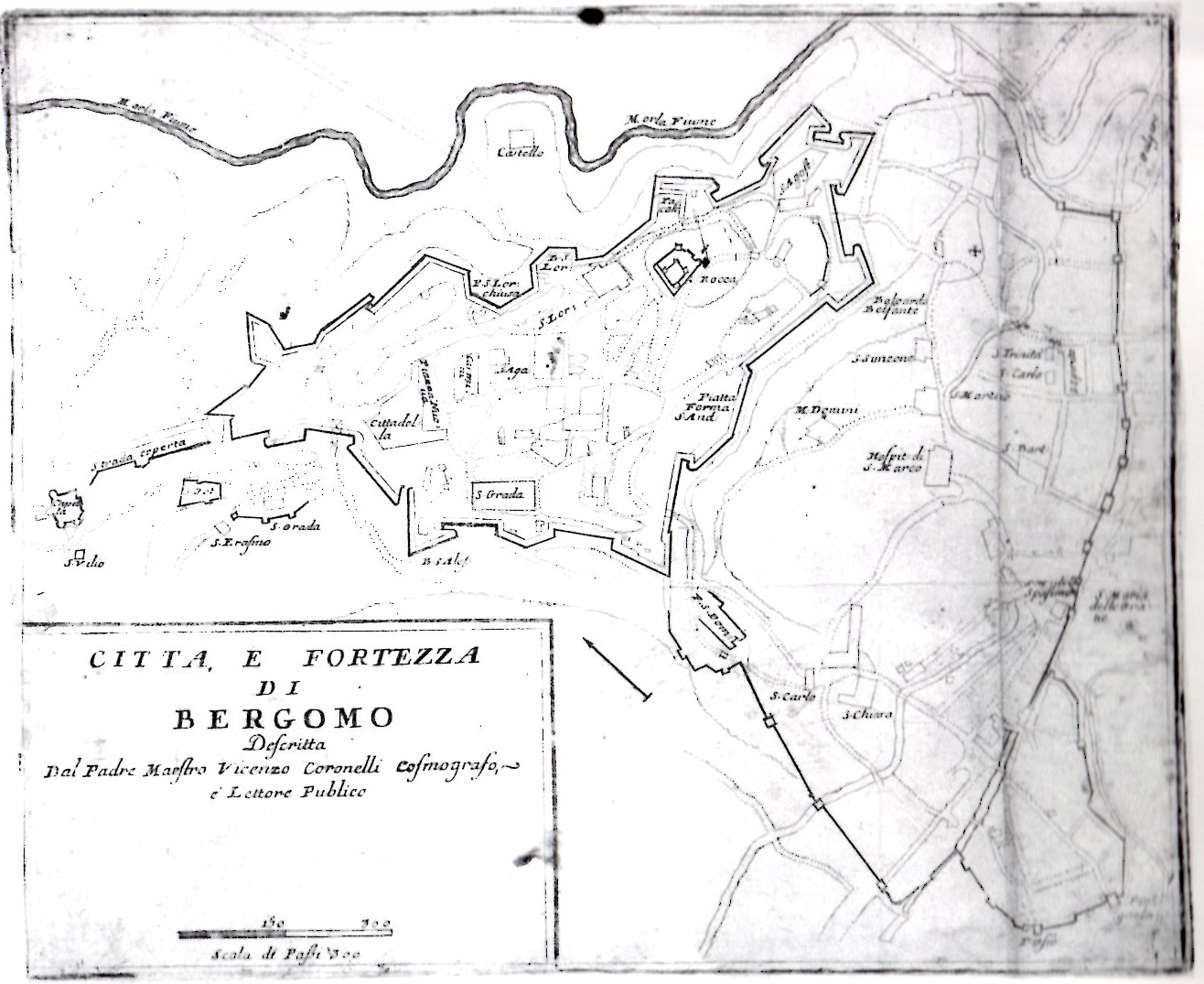
1696, Vincenzo Coronelli
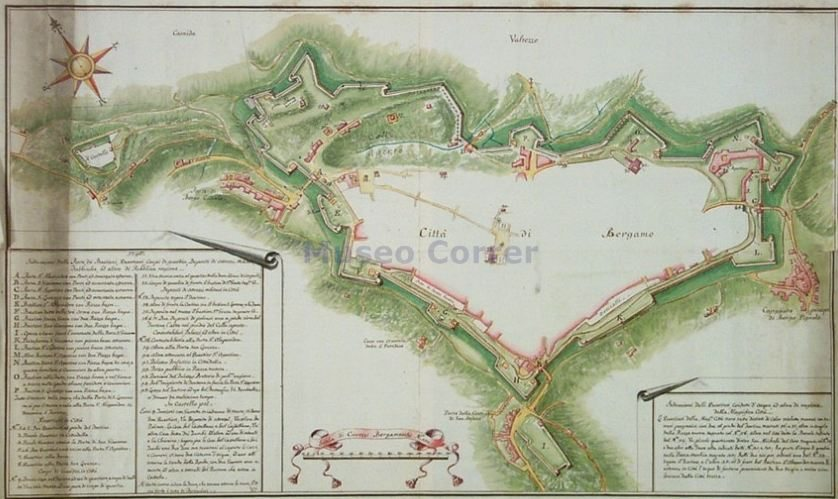
1796

## Descrizione

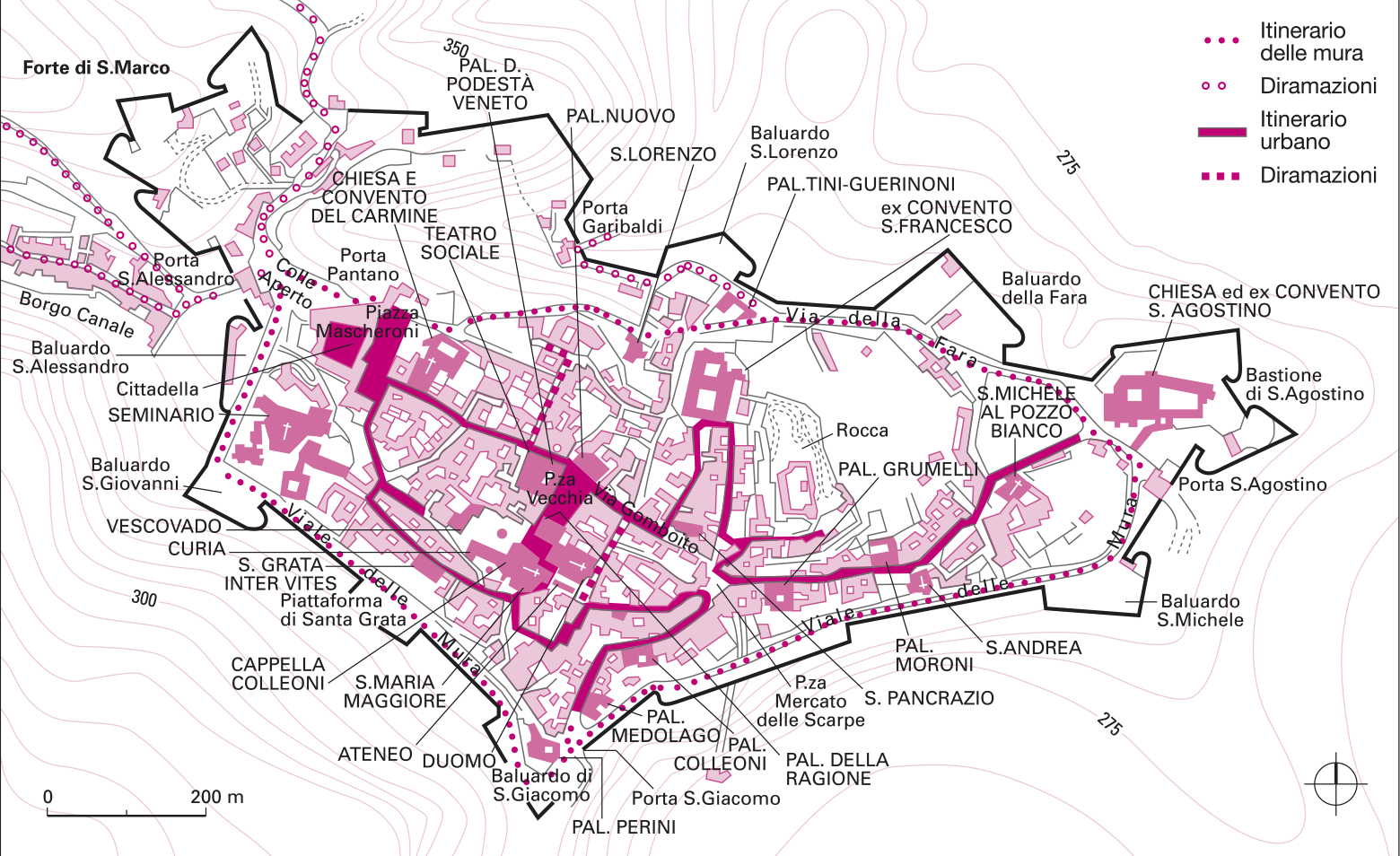
Pianta delle mura

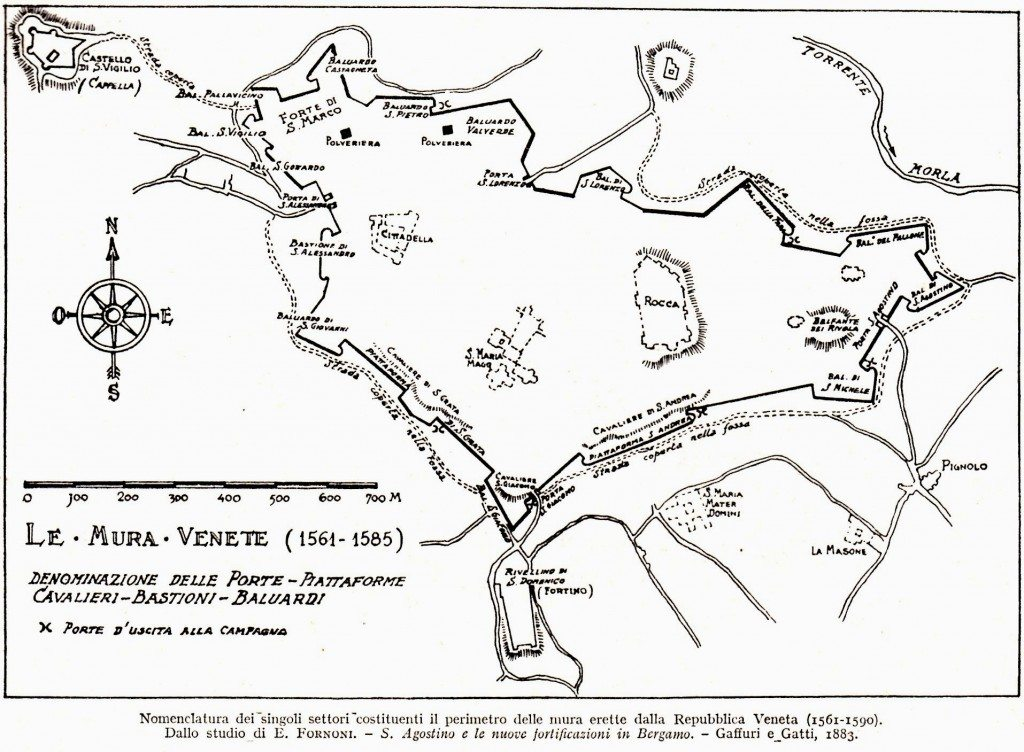
Elia Fornoni, Le mura veneziane, 1883

La struttura, che nel corso degli anni ha subito pochi interventi di modifica, ha uno sviluppo pari a sei chilometri e duecento metri, all'esterno della quale si trovava la cosiddetta Strada coperta, ovvero un camminamento protetto da muri, utilizzato dalle pattuglie poste a guardia.
L'altezza delle mura in alcuni punti arrivava a cinquanta metri, sotto di cui si trovavano fossati, non riempiti d'acqua, posti a protezione.
La cinta muraria risulta essere costituita da 14 baluardi, 2 piattaforme, 32 garitte (di cui solo una è giunta sino a noi), 100 aperture per bocche da fuoco, due polveriere, 4 porte Sant'Agostino, San Giacomo, Sant'Alessandro e San Lorenzo, ora intitolata a Giuseppe Garibaldi). A tutto questo vi è da aggiungere una miriade di sortite, vani sotterranei e passaggi militari di cui, in parte, si è persa la memoria, collegati tra loro tramite un numero imprecisati di cunicoli.
L'impianto militare prevedeva inoltre alcuni piccoli quartieri militari, tra cui un arsenale posto nella Rocca di Bergamo, in cui si riparavano le armi e si fabbricava la polvere da sparo.
Al mastio della Rocca, già esistente, fu aggiunto il torrione circolare che ancora lo caratterizza e al suo interno un edificio, la cosiddetta scuola dei Bombardieri, come caserma degli artiglieri.
Erano inoltre presenti due piccoli edifici, dalla tipica forma con tetto piramidale, adibiti a polveriera, mentre le scorte di armi e viveri erano collocate nella Cittadella che, poco discosta da Colle Aperto, era sede della Capitaneria Veneta.
In ambito strategico era importantissimo il cosiddetto Forte di San Marco, una sorta di fortezza nella fortezza: questo occupava la parte nord della città alta, dalla porta di Sant'Alessandro a quella di San Lorenzo. Il suo compito era quello di difendere la città in direzione dei colli, nonché di permettere una protetta via di fuga di massa in caso di caduta della città, tramite un varco (o quinta porta), detto appunto Porta del Soccorso. Inoltre racchiudeva un passaggio segreto sotterraneo che consentiva di raggiungere la fortezza del Castello di San Vigilio, posta sull'omonimo colle sovrastante la Porta di Sant'Alessandro.
Tuttavia i cannoni ed i bastioni, che esternamente danno alla città un aspetto di fortezza inespugnabile e concepiti con concezioni all'avanguardia, non furono mai utilizzati, sia a causa dell'affermarsi del cannone a tiro parabolico, denominato bombarda, che ne rende di fatto il canto del cigno di tale tipologia di costruzioni, che per la successiva crisi dell'Impero, la decadenza degli spagnoli confinanti, la scoperta delle Americhe (che sposta gli interessi dal Mediterraneo all'Atlantico), le lotte con i turchi, che resero i confini bergamaschi più tranquilli.
In ogni caso le mura determinarono una sorta di cristallizzazione della parte collinare della città inscritta nel perimetro della fortificazione, da allora chiamata Città Alta. La zona è rimasta isolata dalla parte detta Città Bassa, mantenendosi inalterata nel corso dei secoli e preservandosi da alterazioni architettoniche.
Nella parte bassa della città venne rinforzata e ristrutturata la cinta muraria, detta le Muraine esistente già nel XII e XIII secolo.  Questo, considerato l'anello difensivo più esterno della città, era una vera e propria barriera fortificata che isolava i borghi cittadini dalla pianura. Di esse, completamente abbattute nel 1901, rimangono poche tracce come il tratto di mura con merlature e feritoie originali in via del Lapacano e la torre circolare detta del Galgario nella parte sud-orientale.
Grazie all'impegno del Gruppo Speleologico Bergamasco le Nottole che cura l'organizzazione di visite guidate, è possibile compiere brevi tragitti all'interno delle mura.

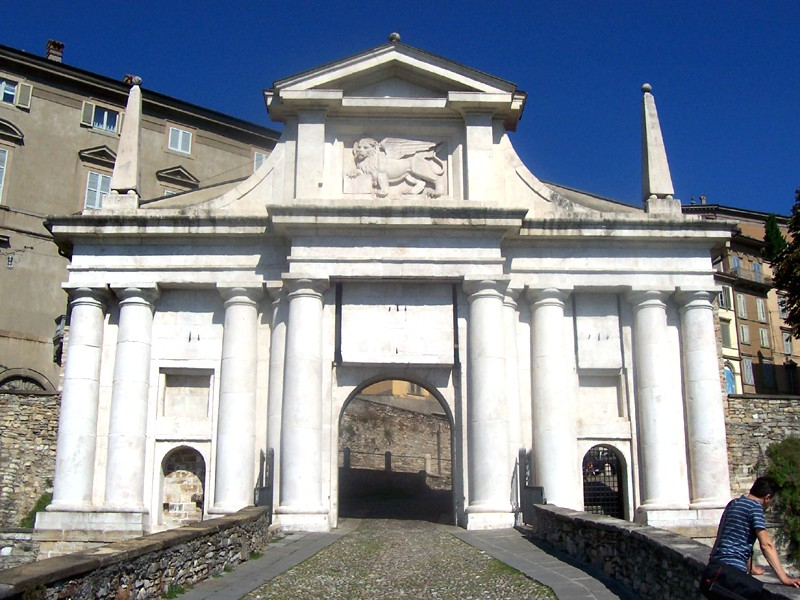
Porta San Giacomo
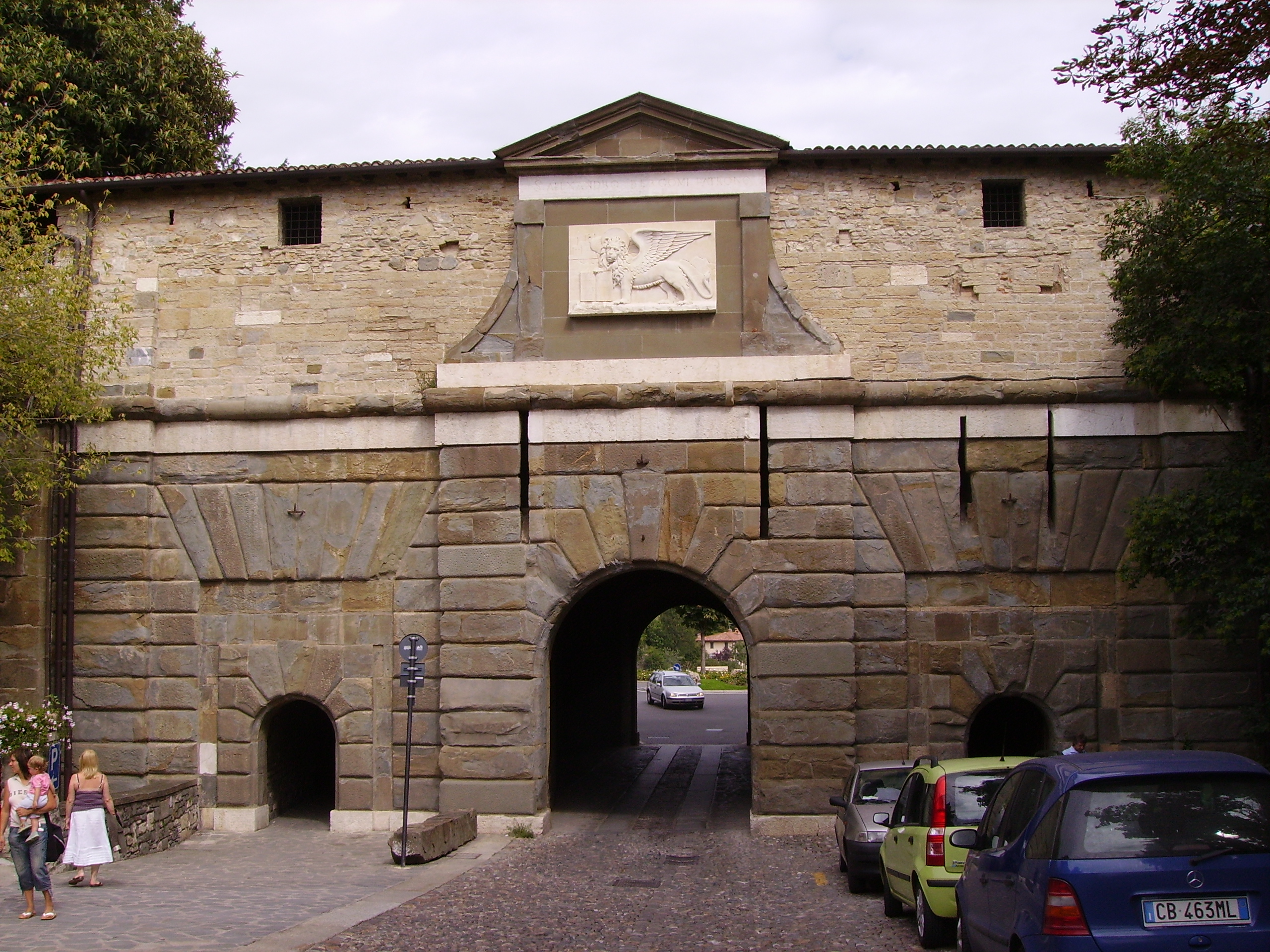
Porta Sant'Alessandro
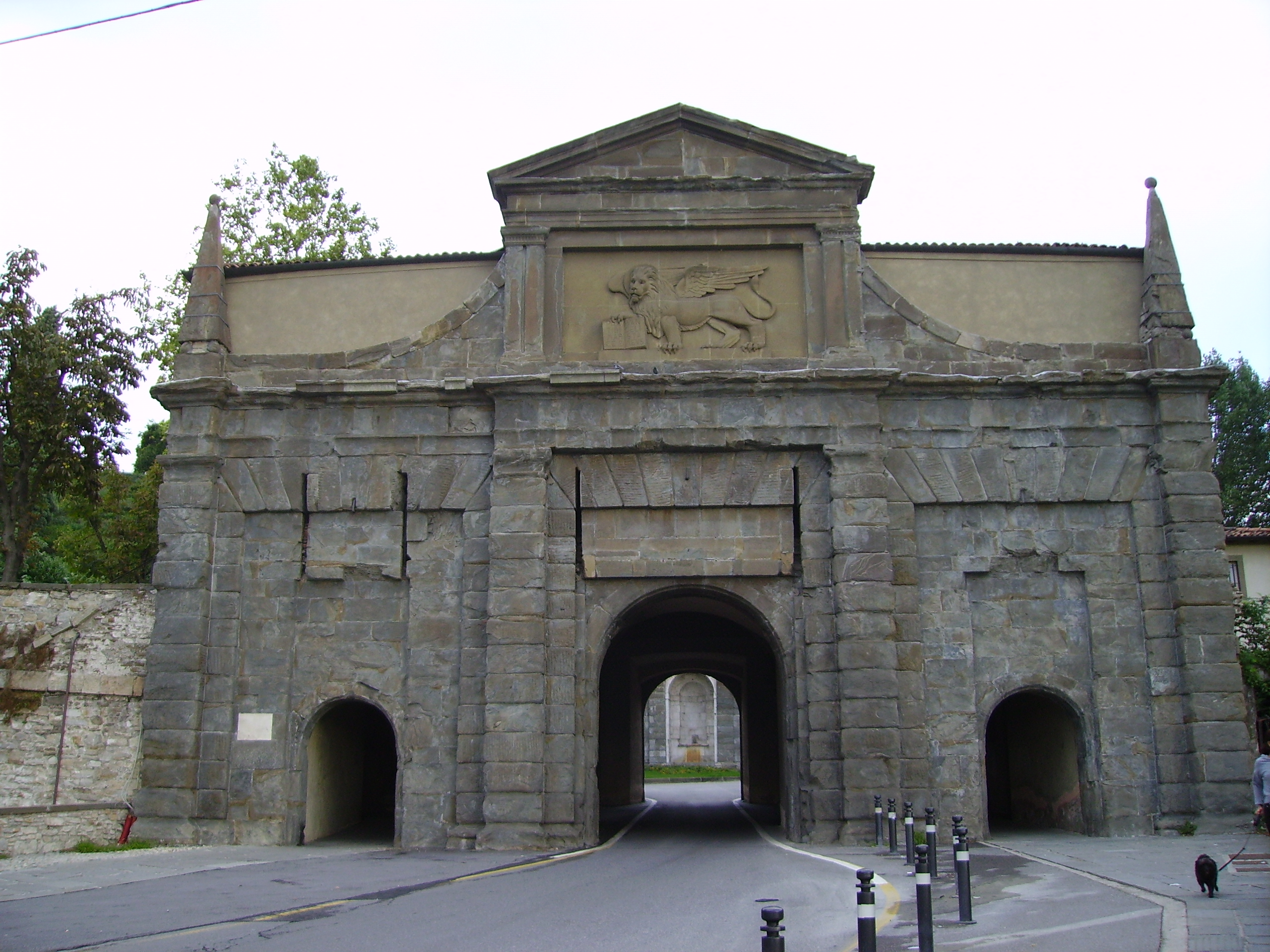
Porta Sant'Agostino
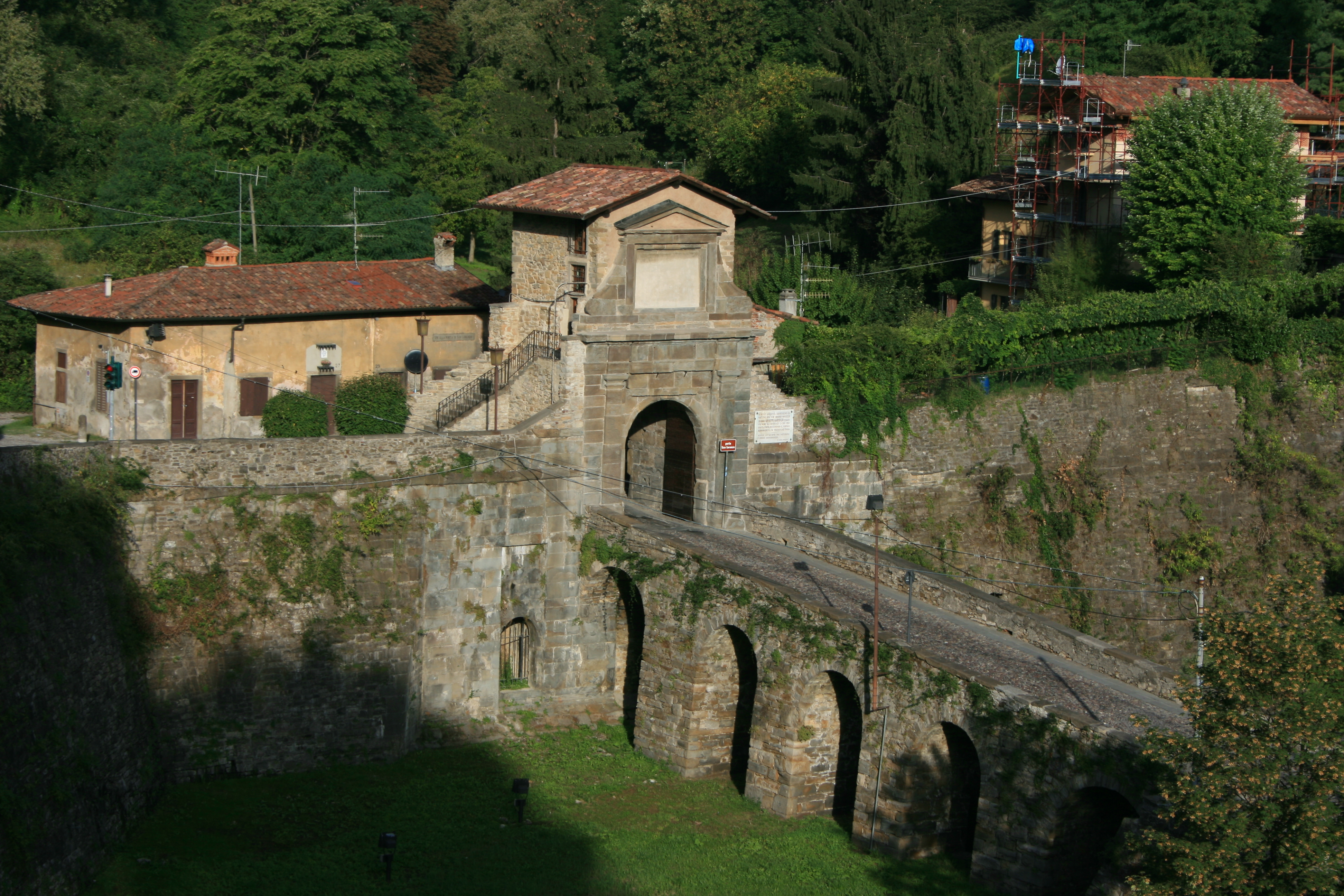
Porta San Lorenzo o Garibaldi

## Decadenza

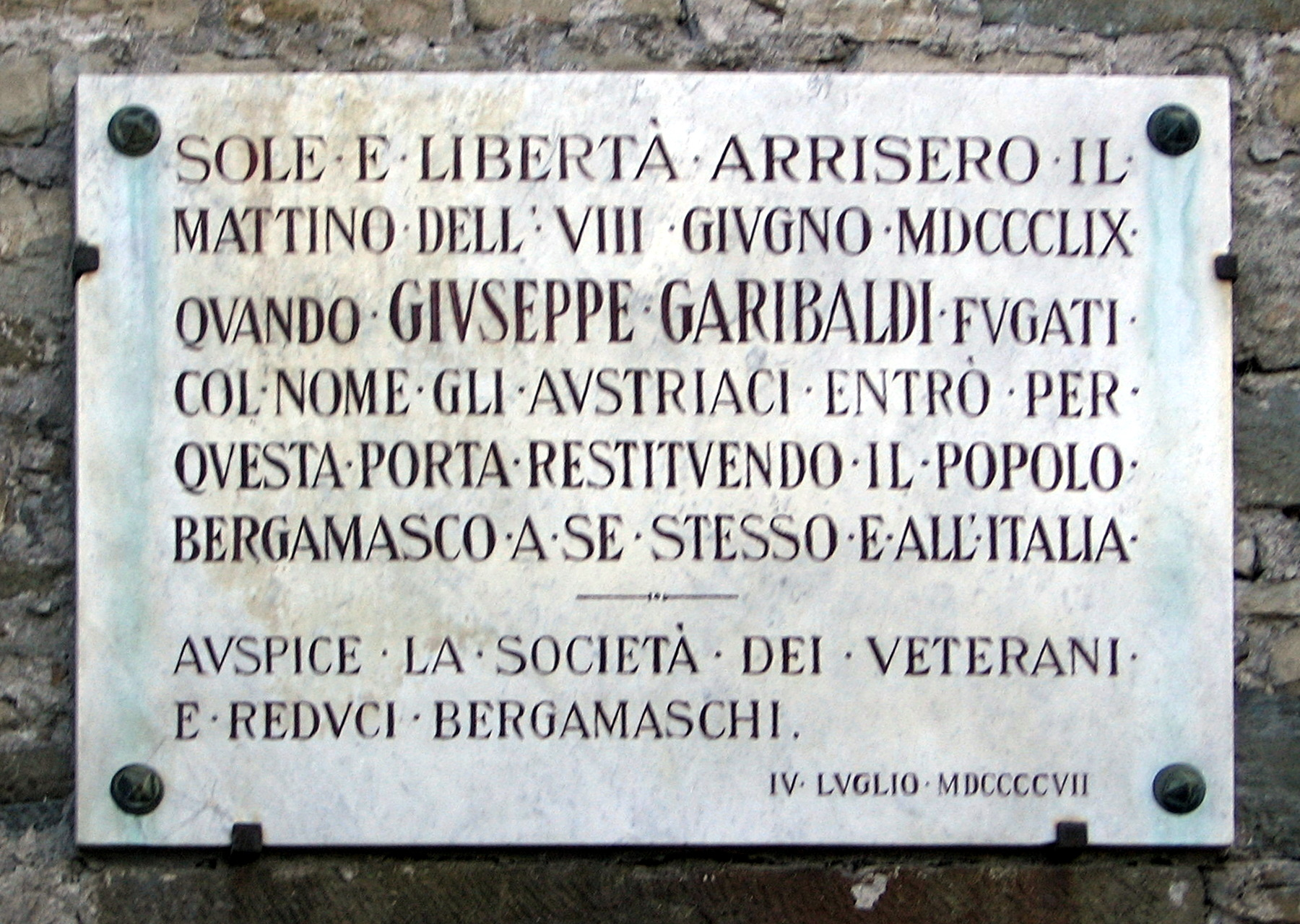
Targa di ricordo del passaggio di Giuseppe Garibaldi per Porta San Lorenzo

Le mura veneziane non vennero mai utilizzate per fini militari, e già nel '600 gran parte degli spazi vennero utilizzati in ambito civile, con l'abolizione dei terrapieni e la demolizione di gran parte delle cannoniere, con le aree poste al di sotto dell'imponente struttura adibite ad orti e giardini, mentre le quattro porte erano utilizzate solo a fini di controllo e pagamento del dazio. Alcuni storici fanno notare che comunque la costruzione dei bastioni ebbe un forte impatto a livello economico in quanto i grandi capitali in esse investiti fecero da motore a un'economia in crisi di stagnazione.
Nel 1797 i francesi entrarono in città senza nemmeno esplodere un colpo d'artiglieria, a causa del disfacimento della Repubblica di Venezia, sancito con il Trattato di Campoformio. Già in quel periodo tuttavia l'intero apparato militare della struttura era in stato di abbandono, situazione accresciuta dal totale inutilizzo da parte delle armate della Repubblica Cisalpina prima, e dell'Impero austriaco poi.
Soltanto l'8 giugno 1859 le mura balzarono nuovamente agli onori delle cronache grazie al passaggio di Giuseppe Garibaldi e i suoi Cacciatori delle Alpi, che entrarono nella città tramite la porta San Lorenzo, da allora nominata Porta Garibaldi. L'evento, preparato nei minimi dettagli dal maggiore Gabriele Camozzi, sancì l'annessione della città al Regno di Sardegna.

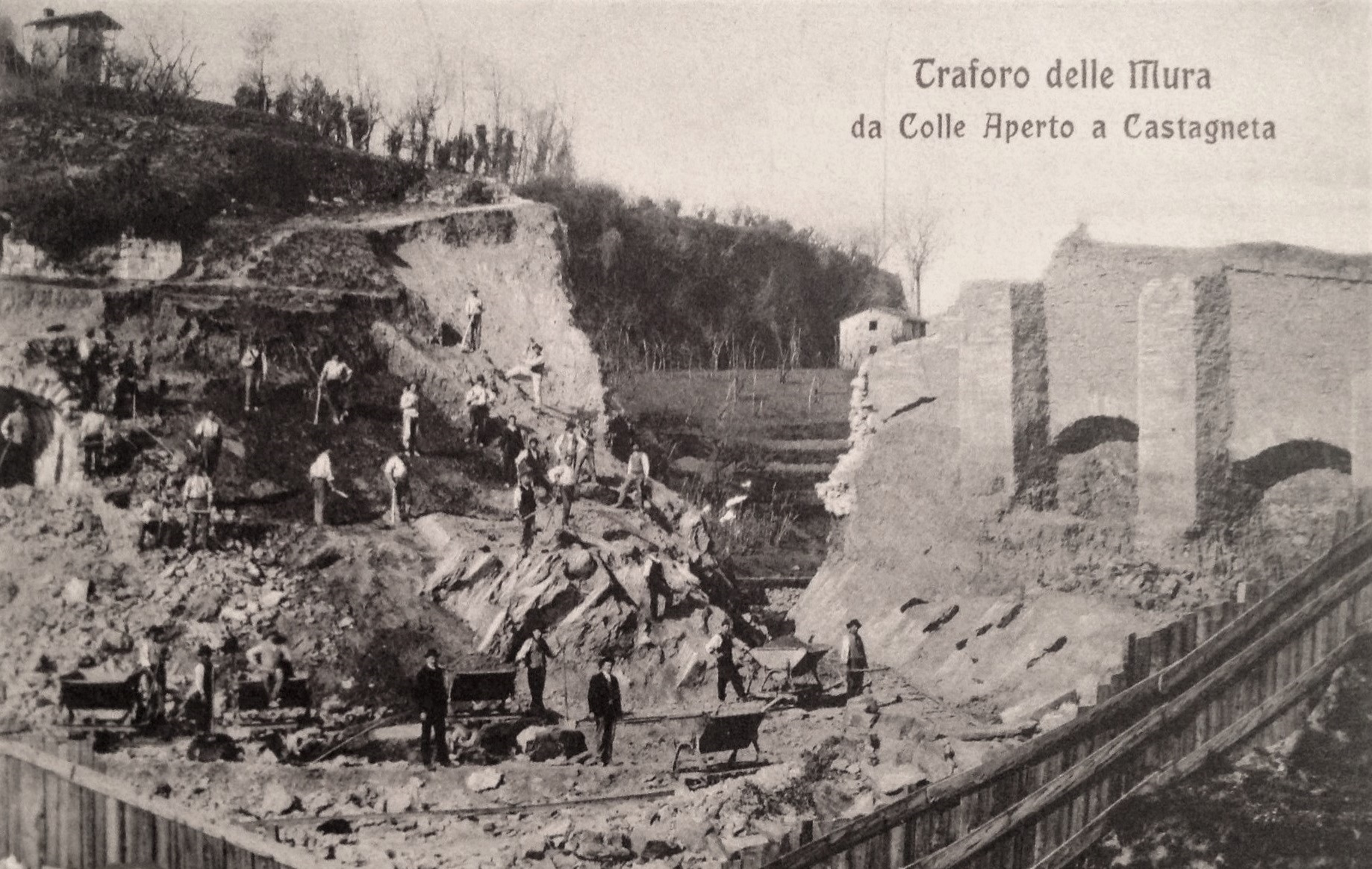
I lavori per il traforo delle mura nel tratto del baluardo di San Pietro per collegare Colle Aperto a Castagneta, 1907/1908.

L'unico tratto della cinta muraria della Città Alta a essere stato completamente demolito è l'estremità occidentale del baluardo di San Pietro che si trovava dove sorge via Costantino Beltrami. Il traforo di questo tratto delle mura venne effettuato tra il 1907 e il 1908 per collegare direttamente Città Alta con il borgo di Castagneta e i colli circostanti. Prima che venisse realizzata la nuova strada, per entrare a Bergamo gli abitanti della zona dovevano infatti risalire la collina fino alla dorsale immettendosi poi sulla Ripa di San Vigilio oppure scendere in Valverde per Via Roccolino per poi risalire in città attraverso Porta San Lorenzo.

## Le mura patrimonio dell'Unesco
Dopo il periodo di decadenza, le mura sono al centro di un'ampia opera di rivalutazione, inserita in un contesto turistico in grande sviluppo.
Rinomata è la classica passeggiata, percorsa da bergamaschi e turisti, lungo il perimetro delle mura, che permette sguardi sulla pianura dall'alto impatto emotivo.
Negli anni compresi tra il 1976 e il 1984 le mura veneziane sono state restaurate, ripulite e recuperate dall'incuria grazie all'Azienda Autonoma di Soggiorno. Risale invece al 1958, su progetto dell'ingegnere Luigi Angelini, la posa dei leoni alati nei timpani delle porte di Sant'Agostino e di San Giacomo (scultore Piero Brolis di Bergamo) e di Sant'Alessandro (scultore Antonio Milani di Vicenza) .
Dal 2005 la manutenzione e la pulizia delle mura sono eseguite dall'associazione di volontariato Orobicambiente, con operatori specializzati nel lavoro in fune.
Tre delle quattro porte d'ingresso sono quotidianamente attraversate da una gran quantità di automobili (la porta San Giacomo è soltanto pedonale), in particolar modo la Porta Sant'Agostino che risulta essere l'ingresso principale verso la Città Alta, a causa della sua diretta accessibilità dal centro cittadino.
L'intero perimetro delle mura durante i fine settimana diventa una gigantesca isola pedonale, in cui ammirare le bellezze che la città può mostrare.
Grazie all'impegno del Gruppo Speleologico Bergamasco le Nottole che cura l'organizzazione di visite guidate, è possibile compiere brevi tragitti all'interno delle mura. Nel mese di maggio la strada che corre lungo le mura diventa il percorso di gara del Soap Box Rally, una competizione su macchine realizzate in legno articolata su tre discese delle mura.
Il 9 luglio 2017 viene ufficializzato l'ingresso nella lista dei patrimoni dell'umanità dell'UNESCO come parte del sito Opere di difesa veneziane tra XVI e XVII secolo: Stato da Terra-Stato da Mar occidentale.